# Folkpop
Folkpop är en eller flera blandformer av folkmusik och popmusik. Det syftar antingen på nyskapad folkmusik med svepande poparrangemang, eller på pop med intima och akustiska folkmusikliknande arrangemang. Folkpop utvecklades under 1960-talets folkrock-boom (i bland annat USA). Den har inte utpräglade rockgitarrarrangemang utan är mjukare i tonen.

## Historik

### Bakgrund
Folkpop spelas i många delar världen och bland annat i Amerika och Europa (inklusive Balkan). Artister som producerat denna typ av musik inkluderar Simon and Garfunkel, Don McLean, America, Lobo, Jim Croce, Seals & Crofts, England Dan & John Ford Corley, och  Loggins & Mesina. I västvärlden utvecklades genren under 1960-talet, vid sidan av folkrocken, och singer-songwriter-producenter som Bob Dylan, Neil Young, Joni Mitchell och Buffy St. Mary kan beskrivas som folkpopartister. Genren var populär fram till discomusiken tog över fram mot slutet av 1970-talet.

### 1980- och 1990-talet
1980-talet var en nedgångsperiod för den här typen av musiken. Enstaka artister som Steve Goodman (med 1984 års Go, Cubs, Go") nådde framgångar med folkpop under decenniet.
Under 1990-talet kom en ny folkpopvåg med artister som Sheryl Crow, Joan Osborne och Fiona Apple.

### Senare år
Under 2010-talet har artister som Ed Sheeran och Shawn Mendes haft framgångar med folkpop. Där ingår även duon Us the Duo och den brittiska musikern Laura Marling. Artister inom genren arbetar ofta med inslag av elektroniska arrangemang, alternativt ligger nära indiepopen.

## Regionala traditioner

### Balkan
På Balkan i Sydösteuropa är folkpop en samlingsterm för olika typer av lokal populärmusik som blandad pop, folkmusik och etniskt färgad musk. En hel del av den här musiken kan definieras som en blandning av traditionell regional folkmusik och danspop. Musiken har också influenser från arabisk musik, zigenarmusik, orientaliskt färgad turkisk pop och israelisk mizrahi-musik.
Folkpopen på Balkan inkluderar undergenrer som den bulgariska chalga, turbofolk i och runt Serbien, den grekiska laika, den rumänska manele och den albanska tallava. Som en allmän term används ofta ordet balkanpop.

### Spanien
I östra Spanien, främst i de katalansktalande områdena, har man sedan slutet av 00-talet upplevt en tydlig folkpopvåg. Den har efterträtt den tidigare katalanskspråkiga rocken som dominerade under 1980- och 1990-talet. I slutet av 00-talet debuterade namn som Manel (med mandolin i sättningen), Els Amics de les Arts (ofta med "balkanskt" klingande arrangemang), singer-songwritern El Petit de Cal Eril, pianisten Maria Coma och Anna Roig i L'ombre de ton chien (influerad av fransk chanson). Därtill har kommit artister som Joan Dausà, Russian Red och Fernando Fresneda (de två sistnämnda från Madrid).
Senare har tillkommit framgångsrika grupper som Txarango, La Pegatina och Gertrudis, alla med fusionsmusik på programmet och bland annat influerade av latinska rytmer som calypso och rumba.

### Nord- och Nordvästeuropa
I bland annat Sverige och Norge är den relaterade musikgenren vispop vitt spridd. Artister som Finn Kalvik, Melissa Horn, Mikael Ramel och Håkan Hellström spelar ofta denna populärmusik med tydlig koppling till den nationella vistraditionen. Musik med relation till den svenska proggtraditionen kan ibland benämnas som poetisk progg.
En annan genrebeteckning som är vanlig i bland annat Sverige, Norge och Irland är etno. Här är kopplingen till äldre urfolksmusik tydligare, i Skandinavien ofta i form av samisk musik och i Irland i form av keltisk musik. Artister som Garmarna, Roger Pontare, Sarek och Riverdance är några av artisterna som verkar inom denna tradition, som ibland ses som del av den svårdefinierade musikformen "världsmusik".